# スウェーデンの地方
スウェーデンの地方（スウェーデンのちほう、ランドスカープ、sv:Landskap）は、スウェーデンにおける古い政治的区分に由来する地理上の分類である。日常生活中では、天気予報やニュース番組では地方名としてのランドスカープが頻繁に使用される。スウェーデン人の出身地は、県名ではなくランドスカープ名で表されることが多い。日本の令制国に近い存在である。

## ランドスカープの境界

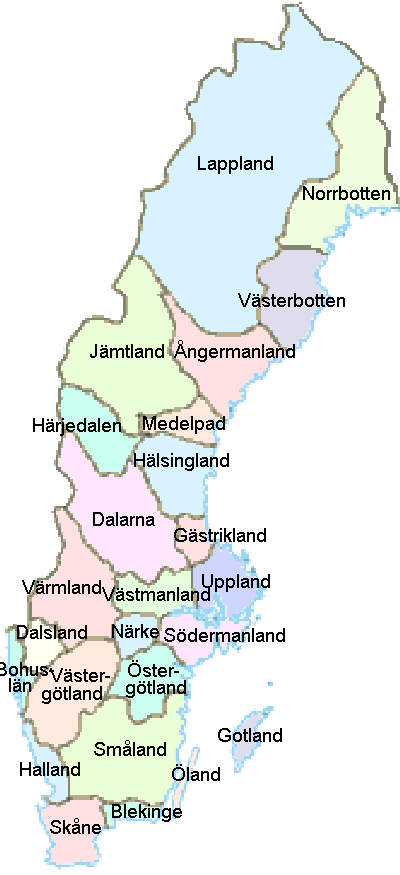
ランドスカープ（本記事）の境界
県の境界

スウェーデンの地方の境は、行政区分であるスウェーデンの県（レーンとランスティング）の境と必ずしも一致していない。日本のように、いくつかの県をまとめたものが地方になるわけではない。

## ランドスカープの由来
ランドスカープは古い政治的区分に由来しており、それぞれ独自の文化的特徴をもあわせもつ。各地方の出身者はその地方独特の方言や歴史を同じ地方の出身者と共有する。歴史的経緯から南部4地方（スコーネ、ブレーキンゲ、スモーランド、ハッランド）の方言は特徴的で、特にスコーネ地方の方言は言語学においてもデンマーク語の東方方言に組み入れた方が論理的であるという説もある。
ランドスカープはその起源を、ルーン文字で書かれた碑文などにより、先史時代にまで遡る事ができ、中世時代には多くのランドスカープが独立した行政・司法単位として機能していた。ランドスカープの長であるラーグマン (sv:Lagman) はその地方の行政長官としてだけでなく、裁判官としての役目も持っていた。現在でも当時の裁判管区 (sv:Härad) の名前が地名として残っている地方がある。（例、ヴェステルイェートランド地方のシューヘーラッド）

## ランドスカープの一覧
ランドスカープは、各地域ごとに北部の9地方（ノールランド）、中部の6地方（スヴェアランド）、南部の10地方（イェータランド）からなる。

スウェーデンの地方

### ノールランドNorrland
|                                     | イェストリークランド地方 Gästrikland |
| ヘルシングランド地方 Hälsingland    |                                      |
| ヘリエダーレン地方 Härjedalen       |                                      |
| イェムトランド地方 Jämtland         |                                      |
| ラップランド地方 Lappland           |                                      |
| メーデルパッド地方 Medelpad         |                                      |
| ノールボッテン地方 Norrbotten       |                                      |
| ヴェステルボッテン地方 Västerbotten |                                      |
| オンゲルマンランド地方 Ångermanland |                                      |

### スヴェアランドSvealand
|                                     | ダーラナ地方 Dalarna |
| ウップランド地方 Uppland            |                      |
| ネルケ地方 Närke                    |                      |
| セーデルマンランド地方 Södermanland |                      |
| ヴェルムランド地方 Värmland         |                      |
| ヴェストマンランド地方 Västmanland  |                      |

### イェータランドGötaland
|                                            | ブレーキンゲ地方 Blekinge |
| ブーヒュースレーン地方 Bohuslän            |                           |
| ダールスランド地方 Dalsland                |                           |
| ゴットランド地方 Gotland                   |                           |
| ハッランド地方 Halland                     |                           |
| スコーネ地方 Skåne                         |                           |
| スモーランド地方 Småland                   |                           |
| ヴェステルイェートランド地方 Västergötland |                           |
| エーランド地方 Öland                       |                           |
| エステルイェートランド地方 Östergötland    |                           |